# Rhoptromyrmex caritus
Rhoptromyrmex caritus is een mierensoort uit de onderfamilie van de Myrmicinae. De wetenschappelijke naam van de soort is voor het eerst geldig gepubliceerd in 1986 door Bolton.